# 德根

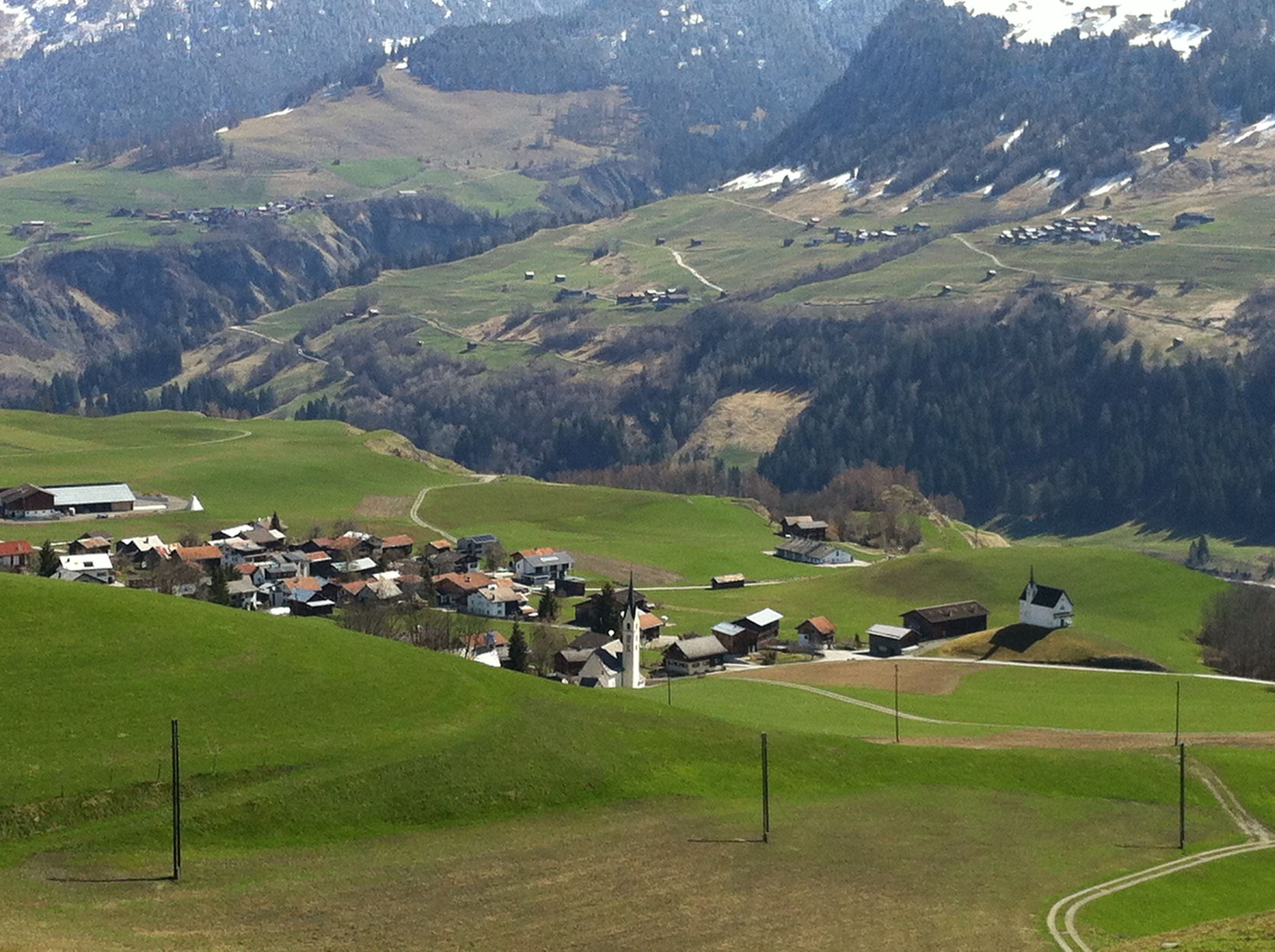

德根是瑞士的城鎮，位於該國東部，由格勞賓登州負責管轄，面積6.72平方公里，海拔高度1,122米，2011年人口235，七成居民使用羅曼什語，人口密度每平方公里35人。

## 外部連結
- Official Website （页面存档备份，存于）